# جون شامبرز
جون شامبرز (بالإنجليزية: John Chambers)‏ (30 أكتوبر 1930 في أستراليا - 12 سبتمبر 2017) هو لاعب كريكت أسترالي. لعب مع فريق فكتوريا للكريكت.

## وصلات خارجية
- جون شامبرز على موقع إي آس بي آن كريك إنفو (الإنجليزية)